# Исландия на летних Олимпийских играх 1972
Исландия принимала участие в Летних Олимпийских играх 1972 года в Мюнхене (ФРГ), но не завоевала ни одной медали. Страну представляло 25 спортсменов, которые соревновались в четырёх видах спорта: плавание, гандбол, лёгкая и тяжёлая атлетика. Флагоносцем исландской олимпийской сборной был гандболист Гейр Альстейнссон.

## Все результаты

### Лёгкая атлетика
Бег на 100 метров, мужчины
- Бьярни Стефанссон

Первый квалификационный забег — 10,99 сек (→ не пробился в следующий раунд)
Бег на 400 метров, мужчины
- Бьярни Стефанссон

Первый квалификационный забег — 46,76 сек
Второй квалификационный забег — 46,92 сек (→ не пробился в следующий раунд)
Бег на 800 метров, мужчины
- Порстейн Порстейнссон

Первый квалификационный забег — 50,8 сек (→ не пробился в следующий раунд)
Метание диска, мужчины
- Эрлендур Вальдимарссон

Отборочный раунд — 55,38 м (→ не пробился в следующий раунд)
Прыжок в длину, женщины
- Лара Свейнсдоттир

Отборочный раунд — 1,60 м (→ не пробился в следующий раунд)

### Гандбол, мужчины
Предварительный раунд
Поражение от ГДР (11:16)
Ничья с Чехословакией (19:19)
Победа над Тунисом (27:16)
Квалификация
матч за 9/12 место: поражение от Польши (17:20)
матч за 11/12-е место: поражение от Японии (18:19) → 12-е место

### Плавание
100 метров вольным стилем, мужчины
- Финнур Гардарсон

Квалификация — 55,53 сек (→ не пробился в следующий раунд)
200 метров вольным стилем, мужчины
- Финнур Гардарсон

Квалификация — 2.08,88 (→ не пробился в следующий раунд)
1500 метров вольным стилем, мужчины
- Гудмундур Гислассон

Квалификация — 17.32,47 (→ не пробился в следующий раунд)
100 метров брассом, мужчины
- Гудьон Гудмундссон

Квалификация — 1.11,11 (→ не пробился в следующий раунд)
100 метров комплексное плавание, мужчины
- Фридрик Гудмундссон

Квалификация — 2.20,00 (→ не пробился в следующий раунд)

### Тяжелая атлетика
Полутяжелый вес, мужчины
- Гудмундур Сигурдссон — 460,0 кг (13-е место)

Тяжелый вес, мужчины
- Оскар Сигурпалссон — 477,5 кг (19 место)